# ادواردو ویسو
ادواردو ویسو (انگلیسی: Eduardo Viso; Melón, Spain – ۶ ژوئیهٔ ۱۹۹۵ (۷۵ سال)) بازیکن فوتبال اهل اسپانیا بود.
از باشگاه‌هایی که در آن بازی کرده‌است می‌توان به باشگاه فوتبال دپورتیوو لاکرونیا و باشگاه فوتبال رئال ساراگوسا اشاره کرد.